# 赫梯帝國
赫梯（希伯來語：חתי），中國大陸譯作赫梯，这个词来自《圣经》，在和合本中被翻译为「赫人」；而它在学术上用于指代一個位于安纳托利亚的亚洲古国。这个国家的核心领土被称作哈梯（羅馬化：Ḫatti），许多学者将它和圣经中的赫人等同，因而有了现代的「赫梯」之称呼。讲哈梯語的本地人和前20世紀迁来的讲印欧语系的涅西特人、卢维人共同创造了赫梯帝國。
前20世紀，赫梯兴起于小亚细亚这一古老的文明地区，小亚细亚是古美索不达米亚文明与爱琴文明联系的桥梁和鏈結。
赫梯人是一个习惯于征戰的民族，世代征战让赫梯人认识到没有强劲的军队是不行的。赫梯历代国王保持有一支人数多达30万的军队。他们的鐵製武器先进，使用短斧、利剑和弓箭，他們的征服與消亡，使得製鐵技術傳遞到世界各地。

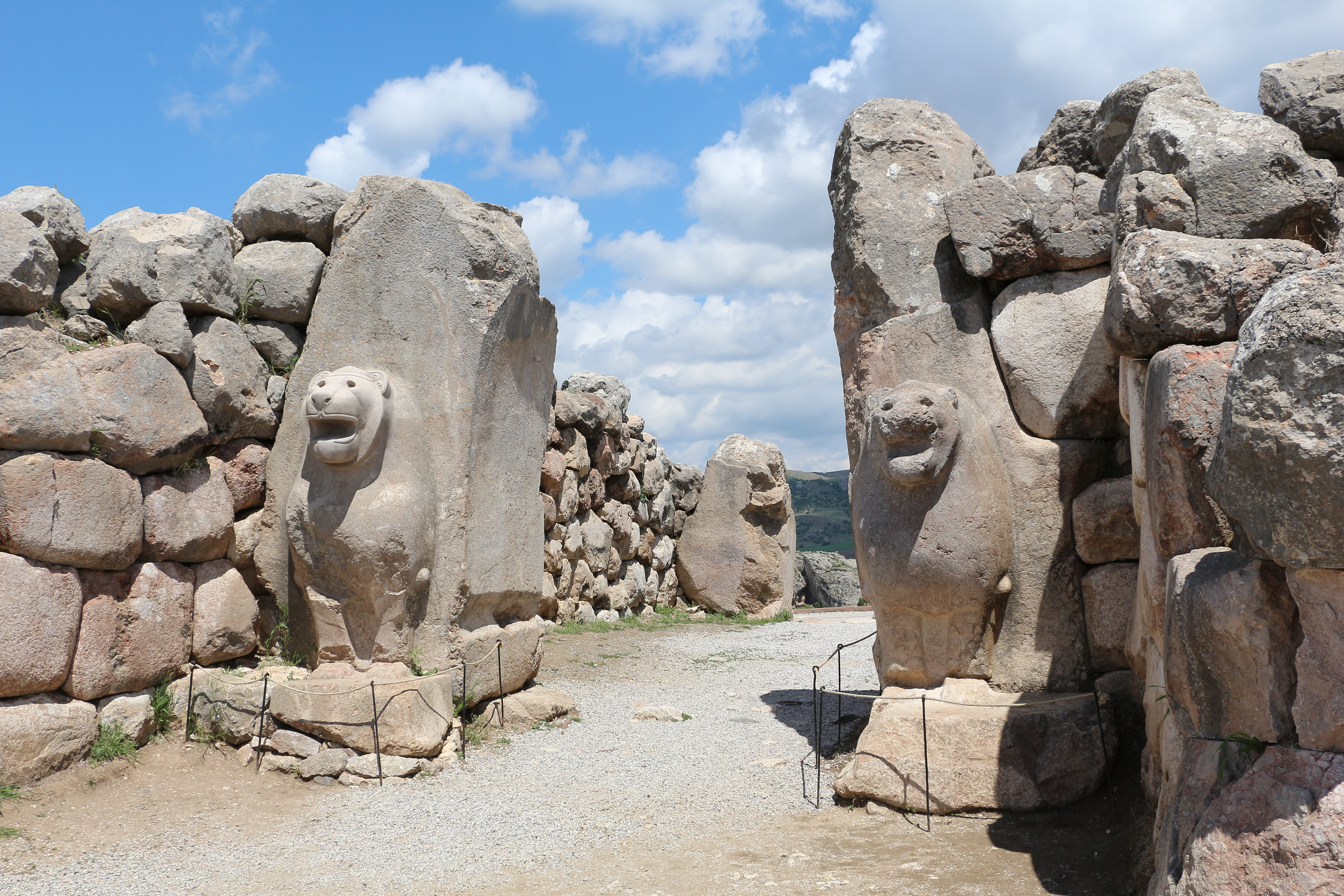
赫梯首都哈圖沙外城的獅門

## 歷史

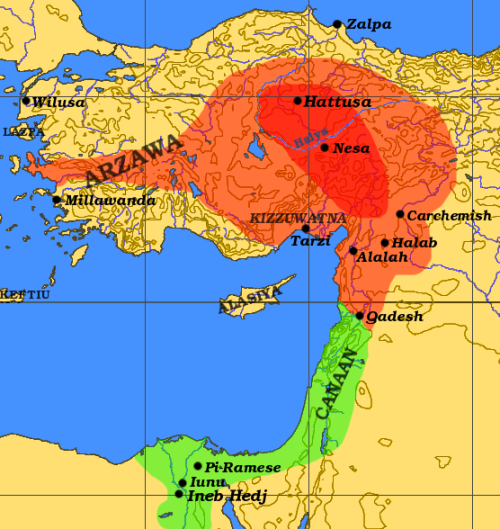
西台王国（紅色）於大約前1290年的最高峰時期，與埃及帝國（綠色）接壤。

亞述人曾經於西元前30世紀末至前20世紀初在小亞細亞建立了若干商業殖民地，其中最著名的是卡尼什商業公社，亞述人還把楔形文字帶到了小亞細亞。
形成於西元前19世紀中葉的赫梯人，當初只是若干個小部落，人們知道的最早的統治者是庫薩爾的皮哈納及其子阿尼塔，在皮哈納時期，庫薩爾毀滅了涅西特人的哈圖沙城，其子阿尼塔兩次戰勝了皮烏斯提統治的赫梯人的國家，並征服了普魯斯漢達，阿尼塔時期，已不復存在亞述商業殖民地。
公元前18世紀，安那托利亞眾多的城邦中有一支被稱為哈梯人（Hattians）的部落被另一遷徙至此的印歐語系部落侵略，直到前17世紀被完全征服，這個部落借用並吸收了哈梯人文化，成為後來的赫梯人（Hitties）。
大約西元前1650年，赫梯的統治者遷都哈圖沙，並改名哈圖西里一世，建立赫梯古王國，他征服了安那托利亞東部和敘利亞北部，並企圖進攻阿勒波，但以失敗告終，他死於西元前1620年。
哈圖西里一世死後，赫梯發生了所謂“王子們的奴隸的起義”，即被庫薩爾王征服的地區人民的起義，王親貴族們在哈圖西里一世的孫子穆爾西里一世的聯合下，鎮壓了這次起義。
穆爾西里一世發兵消滅了阿勒波城，他野心勃勃地把征服的矛頭指向了兩河流域南部的阿摩利人建立的古巴比倫王國，於前1595年攻占並毀壞了巴比倫城，哈圖西里和穆爾西里兩人的征服活動使赫梯國家成了當時近東地區的一個大國。
穆爾西里一世死於宮廷陰謀，赫梯王國陷入王位爭奪的內戰之中。
西元前1525年，國王鐵列平即位，進行了改革，改革前的赫梯國王的權力受到彭庫斯會議（公民會議）和圖里亞斯會議（貴族會議）的制約，這兩種會議有權決定王位繼承，還管理司法等事務，王位繼承問題常常造成政治上的動亂，鐵列平解決了赫梯王國的王位繼承問題，即首先應由長子繼承王位，長子如果不在，由次子繼承，依此類推，如果沒有王子繼承，就讓長女招贅丈夫做國王，王室內部互相爭鬥殺戮的問題也得到解決，國王不得任意殺戮其兄弟姊妹。
西元前14世紀，赫梯遭受埃及、米坦尼、西方的阿尔萨瓦的夾擊，北方的卡斯卡(Kaska)部落乘機劫掠了赫梯，王國喪失大片土地，哈圖沙城陷落後，圖特哈里三世將首都遷都到了沙姆瓦(Shamova)。
圖特哈里三世病逝後，蘇庇盧利烏瑪一世殺死了他繼位的兄弟，篡位成為新國王，他收復了原本屬於赫梯的土地，重新掌握北敘利亞，赫梯軍隊於前1350年摧毀了由胡里特人建立的米坦尼王國的勢力，攻占了米坦尼王國的首都瓦努坎尼，扶持了傀儡國王，他自己的兒子也成為其他一些小國的國王，蘇庇盧利烏瑪一世與敘利亞城邦烏加里特結盟，並娶巴比倫公主為王后，他將赫梯重新打造為一個大帝國。
西元前1327年，蘇庇盧利烏瑪一世收到了埃及王后安荷森娜蒙的來信，請求與一位赫梯王子成婚，而王子卻在前往埃及之後遭到殺害，赫梯因此進攻埃及，此戰中帶回的俘虜造成了赫梯大規模的瘟疫，國王也因此死於西元前1322年，繼位的阿爾努萬達二世同樣不久後死於瘟疫。
穆爾西里二世即位後，蘇庇盧利烏瑪一世的王后依然握有大權，直到國王以施行巫術為由，將其驅出王宮。
前15紀末至前13世紀中葉是赫梯歷史上的新王國時期，在前15世紀末年，人口達到180萬人；在前1300年時人口達到220萬人，正值赫梯王國最強盛的時期。這一時期編制了《赫梯法典》。
赫梯在新王國時期在敘利亞同古埃及進行了爭霸戰爭，霍倫海布、拉美西斯一世、塞提一世、拉美西斯二世這些埃及第十九王朝前期的法老們同赫梯進行了激烈的爭奪，西元前1274年，穆瓦塔利二世與拉美西斯二世雙方在卡疊石交戰，雙方受到慘重損失。
西元前1272年，穆瓦塔利二世病逝，新任國王哈圖西里三世繼位，赫梯同埃及的拉美西斯二世在西元前1258年締結了和約，成為軍事同盟。
西元前1246年，國王哈圖西里三世采取和親政策，將自己的一個女兒嫁給拉美西斯二世，後來發現於埃及卡納克神廟墻上的一幅雕刻，就描繪了當時埃及法老迎娶赫梯公主的情景。
赫梯王國滅亡原因現今仍備受爭議，有一說是公元前1180年，弗里吉亞人（非腓尼基人）席卷了東部地中海地區，赫梯王國亦被其肢解，公元前8世紀，殘存的赫梯王國被亞述帝國所吞併，另外，有學者認為突如其來的大規模天花病毒才是造成赫梯王國的衰敗的主因。也有学者认为是由于极端干旱导致的长期食物短缺，造成社会动荡导致王国衰败。

## 社會
在赫梯王國，婦女享有美索不達米亞和埃及婦女所享受不到的權力和自由，赫梯法律允許婦女和男子一樣擁有職業，赫梯王后被稱為「塔瓦娜娜」(Tawananna)，王家的文件和國寶顯示國王和王后共享大權，曾有王后單獨臨朝統治的記載。

## 文明成就
赫梯人的文學主要是神話，包括根據古代蘇美爾人的創世和洪水傳說改編而成的作品，赫梯的宗教也照搬美索不達米亞的多神崇拜，宗教活動包括占卜、獻祭、齋戒和祈禱，而不具備倫理意義。
赫梯以楔形文字記述自己印歐語系的語言，創造了赫梯楔形文。赫梯還另有一套象形文字，用於銘刻和印章。這可能是受赫梯人原始圖畫文字和埃及象形文字的影響，但到目前為止，這些象形文字尚未釋讀成功。
赫梯人最突出的文化成就當屬法律體系，以《赫梯法典》為代表的赫梯人法律，要比古巴比倫的法律更人道，注重補償勝於刑罰，判處死刑的罪過不多，更沒有亞述人法律中那些諸如剝皮、宮刑、釘木樁等酷刑。
赫梯人的藝術才能十分出色，他們的雕塑作品則新穎生動，尤其是石壁上的浮雕作品。城門和王宮門旁，一般都雕有巨大而生動的石獅。他們的建築材料多用巨石，明顯優於兩河流域的土坯。
赫梯文明的歷史成就不僅僅在於發現和使用了鐵，而且在於它充當了兩河流域同西亞西部地區文化交流的中介。毫無疑問，某些文化成份就是通過這個中介從美索不達米亞傳到迦南人和希克索斯人中間，可能還傳到愛琴海諸島。赫梯文明是埃及文明、兩河流域文明和愛琴海地區諸文明之間的主要鏈環之一。

### 冶鐵技術
赫梯人是西亚地区乃至全球最早发明冶铁术和使用铁器的国家，也是世界最早進入铁器時代的民族，近年考古發現的證據顯示鐵器的生產至少可以追溯到前20世紀。在冶铁方面颇具名气，赫梯王把铁视为专利，不许外传，以至铁贵如黄金，其价格竟是黄铜的60倍。但這一理論不再是學術界的主流，因為沒有關於赫梯壟斷的考古證據。
赫梯的铁兵器曾使埃及等国为之胆寒。赫梯人打击敌人最有效的武器是战车，在战场上，他们驱赶披着铁甲的马拉战车冲锋陷阵，所向披靡，使来敌闻风丧胆。
直到前1180年左右赫梯灭亡之后，赫梯铁匠散落各地，才将冶铁技术扩散开来，有少數學者認為前800年左右传至印度，前600年左右传至中国。

## 年表
- 旧王国 (赫梯)（Old Hittite Kingdom）（前1650年－前1500年）
  - 哈图沙成为首都。
- 中王国 (赫梯)（Middle Hittite Kingdom）（前1500年－前1450年）
- 新王国 (赫梯)（New Hittite Kingdom）（帝国）（前1450年－前1180年）
  - 苏皮盧利乌玛斯一世征服叙利亚、穆瓦塔利，进攻埃及卡疊石

## 另見
- 《赤河戀影》（天は赤い河のほとり），日本漫畫家篠原千繪所作，以赫梯為背景的歷史穿越題材少女漫畫作品。

## 外部連結
- Hattusas/Bogazköy （页面存档备份，存于） （英文）
- The Hittite Home Page （英文）
- Arzawa, to the west, throws light on Hittites（英文）
- Pictures of Boğazköy, one of a group of important sites （页面存档备份，存于）（英文）
- Pictures of Yazılıkaya, one of a group of important sites （页面存档备份，存于）（英文）
- Der Anitta Text (at TITUS) （页面存档备份，存于） （英文）
- Tahsin Ozguc（英文）
- Hittites.info Archive.today的存檔，存档日期2012-08-01（英文）
- Hittite Period in Anatolia（英文）
- Hethitologieportal Mainz, by the Akademie der Wissenschaften, Mainz, corpus of texts and extensive bibliographies on all things Hittite （页面存档备份，存于）（英文）